# Ngee Ann City
Ngee Ann City er et stort indkøbscenter beliggende på Orchard Road i hjertet af Singapore. Det ca. 2 mia. dkk dyre projekt blev åbnet den 21. september 1993 af den daværende premierminister Goh Chok Tong. 
Centret har to tårne som hver er 26 etager højt. Iblandt alle butikkerne er et stort center, Takashimaya, der blandt andet har et lille dansk islæt med en Georg Jensen-butik og en Royal Copenhagen-café, hvor man kan få dansk mad som smørrebrød. Der er mange mærkevarebutikker i Ngee Ann City. Heriblandt Hugo Boss, Burberry, Chanel, Christian Dior, Calvin Klein, Louis Vuitton, Bricks World (LEGO Exclusive) mm. 
Ngee Ann City huser også Sydøstasiens største boghandel, Books Kinokuniya. I de nederste tre etager er der indenfor i siden mod Orchard Road lavet et stort indendørs springvand.